# Peter Gudmundson
Peter Gudmundson (1955) è un docente svedese di scienze dei materiali al Kungliga Tekniska högskolan (KTH Istituto Reale di Technologia), del quale è stato rettore dal 12 novembre 2007 al 12 novembre 2016.

## Biografia
Si è laureato in fisica tecnica al KTH nel 1979 e ha conseguito il dottorato di ricerca, sempre al KTH, nel 1982. Inoltre ha giocato ad hockey sul ghiaccio negli AIK durante il periodo di studio al KTH.
Ha lavorato presso il Brown Boveri Research Centre in Baden negli anni 1979–1983, è stato poi consulente presso Tre Konsulter AB in Vaxholm negli anni 1983–1986. È diventato professore al KTH in meccanica dei materiali nel 1993, ed è stato prodecano della stessa facoltà fino al 2007.
L'8 novembre 2007 il parlamento svedese lo ha nominato rettore del KTH dal 12 novembre 2007 fino al 12 novembre 2013. Incarico poi rinnovato fino al 12 novembre 2016.
Peter Gudmundson è membro dal 2007 dell'Accademia svedese delle scienze.